# Дамасій II
Дамасій II (лат. Damasus; 17 липня 1048, Ерінг — 9 серпня 1048, Палестрина) — сто п'ятдесятий папа Римський, народився у Баварії, до обрання був єпископом Бріксенським. Після вигнання папи Бенедикта IX імператор Священної Римської імперії Генріх III наказав маркграфу Тосканському Боніфацію III супроводити єпископа Поппо до Риму для обрання папою.
Дамасій II правив недовго, помер у Палестрині, де рятувався від літньої спеки. Причиною смерті, ймовірно, була малярія.